# Alojzy Henel
Alojzy Henel (ur. 16 kwietnia 1934 w Brzózce k. Częstochowy, zm.12 lipca 2024 w Krakowie) – polski duchowny rzymskokatolicki, członek Zgromadzenia Księży Misjonarzy św. Wincentego a Paulo, w latach 1980–1986 przewodniczący Redakcji Mszy Świętej Radiowej, poeta, autor książek o tematyce religijnej.

## Życiorys
W 1952 wstąpił do Zgromadzenia Księży Misjonarzy i 22 maja 1958 przyjął święcenia kapłańskie z rąk ks. abp. Eugeniusza Baziaka. W latach 1958–1960 pracował w parafii w Żaganiu, a w latach 1961–1963 w parafii św. Józefa Rzemieślnika we Wrocławiu. W latach 1963–1966 studiował na Katolickim Uniwersytecie Lubelskim, gdzie uzyskał magisterium z katechetyki. Następnie pracował jako duszpasterz w kościele św. Wincentego à Paulo w Krakowie (do 1968) i w parafii Najświętszej Maryi Panny z Lourdes w Krakowie (do 1975).
W latach 1975–1981 był proboszczem parafii Świętego Krzyża w Warszawie i superiorem wspólnoty misjonarskiej. W 1980 brał udział w rozmowach ze stroną rządową dotyczących przywrócenia mszy radiowych w Polskim Radiu, co było jednym z punktów tzw. porozumień sierpniowych. We wrześniu 1980 Prymas Polski kard. Stefan Wyszyński powołał go na przewodniczącego Redakcji Mszy Świętej Radiowej. W latach 1981–1986 pracował w parafii Świętego Krzyża w Warszawie, pełniąc funkcję przewodniczącego Redakcji Mszy Świętej Radiowej (sprawował ją w okresie 20 września 1980 – 5 września 1986). Od 1986 do 1991 był dyrektorem domu Zgromadzenia Sióstr Miłosierdzia św. Wincentego a Paulo przy ul. Tamka w Warszawie. W latach 1991–2024 pracował jako rekolekcjonista w Krakowie-Strzelnicy (1991–1994), w Pabianicach (1994–2002), w parafii Świętego Krzyża w Warszawie (2002–2006) i w parafii Najświętszej Maryi Panny z Lourdes w Krakowie (2006–2024).
W 2023 obchodził jubileusz 65-lecia kapłaństwa. Zmarł 12 lipca 2024 w Domu Zgromadzenia Księży Misjonarzy na Kleparzu w Krakowie i 16 lipca został pochowany w grobowcu Zgromadzenia Księży Misjonarzy na cmentarzu Rakowickim.

## Działalność pisarska
Był autorem 103 książek, w tym kilkudziesięciu tomików wierszy oraz publikacji o tematyce rekolekcyjnej. Wybrane tytuły:
- Adoracja krzyża: z pielgrzymki do Milatyna (Wydawnictwo Instytutu Teologicznego Księży Misjonarzy, Kraków, 2020; ISBN 978-83-7869-498-4)
- A jednak przetrwać...: kryzys wiary, kryzys odwagi, kryzys marzeń (Wydawnictwo Instytutu Teologicznego Księży Misjonarzy, Kraków 2013; ISBN 978-83-7869-082-5)
- A przecież cierpienie jest nam wspólne (Wydawnictwo Instytutu Teologicznego Księży Misjonarzy, Kraków, 2021; ISBN 978-83-7869-570-7)
- Białe miłosierdzie (Instytut Teologiczny Księży Misjonarzy, Kraków, 1992; ISBN 83-86231-33-5)
- Błogosławiony ks. Kardynał Stefan Wyszyński: był z nami i pozostaje z nami (Wydawnictwo Instytutu Teologicznego Księży Misjonarzy, Kraków, 2020; ISBN 978-83-7869-515-8)
- Bóg kocha najmniejszych (Wydawnictwo Instytutu Teologicznego Księży Misjonarzy, Kraków, 2013; ISBN 978-83-7869-037-5)
- Boże, który szedłeś ludzkimi drogami (Wydawnictwo Instytutu Teologicznego Księży Misjonarzy, Kraków, 2013; ISBN 978-83-7869-023-8)
- ...Byłem chory, a odwiedziliście Mnie... (Kongregacja Oratorium św. Filipa Neri, Święta Góra, 2003)
- Chwila dla Ciebie (Wydawnictwo Instytutu Teologicznego Księży Misjonarzy, Kraków, 2013; ISBN 978-83-7869-117-4)
- Czekamy na urodziny (Wydawnictwo Instytutu Teologicznego Księży Misjonarzy, Kraków, 2015; ISBN 978-83-7869-227-0)
- Dar Matki Boskiej cudowny medalik (Wydawnictwo Instytutu Teologicznego Księży Misjonarzy, Kraków, 2021; ISBN 978-83-7869-547-9)
- Dla tych którzy cierpią (Instytut Teologiczny Księży Misjonarzy, Kraków, 1995; ISBN 83-86715-39-1)
- Doświadczenie szpitala (Wydawnictwo Instytutu Teologicznego Księży Misjonarzy, Kraków, 2011; ISBN 978-83-7216-916-7)
- Droga krzyżowa: Jezusa i Twoja (Wydawnictwo Instytutu Teologicznego Księży Misjonarzy, Kraków, 2021; ISBN 978-83-7869-526-4)
- Dzień skupienia (Instytut Teologiczny Księży Misjonarzy, Kraków, 1990; ISBN 83-86231-94-7)
- Homilie na niedziele i święta: rok A (Instytut Teologiczny Księży Misjonarzy, Kraków, 2001; ISBN 83-7216-304-9)
- Homilie na niedziele i święta: rok B (Instytut Teologiczny Księży Misjonarzy, Kraków, 2002; ISBN 83-7216-371-5)
- Homilie na niedziele i święta: rok C (Instytut Teologiczny Księży Misjonarzy, Kraków, 2000; ISBN 83-7216-109-7)
- Horyzont czasu: (refleksje przy pogrzebie) (Wydawnictwo Księży Sercanów, Kraków, 2007; ISBN 978-83-7519-026-7)
- Jezu Chryste, Panie miły...: drogi krzyżowe (Wydawnictwo Księży Sercanów, Kraków, 2006; ISBN 83-89433-68-0)
- Jezu, ufam Tobie (Wydawnictwo Instytutu Teologicznego Księży Misjonarzy, Kraków, 2013; ISBN 978-83-7869-081-8)
- Katecheza w krajobrazie (Instytut Teologiczny Księży Misjonarzy, Kraków, 1995; ISBN 83-86715-49-9)
- Kwarantanna z nadzieją: pandemia, 2020 (Wydawnictwo Instytutu Teologicznego Księży Misjonarzy, Kraków, 2020; ISBN 978-83-7869-512-7)
- Los: zaufać Bogu (Wydawnictwo Księży Sercanów Dehon, Kraków, 2018; ISBN 978-83-7519-530-9)
- Łaska przygarnięcia (Wydawnictwo Instytutu Teologicznego Księży Misjonarzy, Kraków, 2015; ISBN 978-83-7869-196-9)
- Miłosierni miłosierdzia dostąpią (Wydawnictwo Instytutu Teologicznego Księży Misjonarzy, Kraków, 2008; ISBN 978-83-7216-659-3)
- Miłosierni miłosierdzia dostąpią: zamyślenia na Rok Miłosierdzia (Dehon – Wydawnictwo Księży Sercanów, Kraków, 2016; ISBN 978-83-7519-383-1)
- Miserere mei Deus (Wydawnictwo Księży Sercanów Dehon, Kraków, 2012; ISBN 978-83-7519-208-7)
- Modlitwa tych, którzy idą za krzyżem (Wydawnictwo Instytutu Teologicznego Księży Misjonarzy, Kraków, 2013; ISBN 978-83-7869-021-4)
- Modlitwa z różańcem (Wydawnictwo Księży Sercanów, Kraków, 2011; ISBN 978-83-7519-154-7)
- Myśli przelotne jak życie (Wydawnictwo Instytutu Teologicznego Księży Misjonarzy, Kraków, 2015; ISBN 978-83-7869-185-3)
- Nad Ewangelią dnia: Adwent, Boże Narodzenie (Dehon – Wydawnictwo Księży Sercanów, Kraków, 2009; ISBN 978-83-7519-101-1)
- Nad Ewangelią dnia: okres zwykły od XII do XXIII tygodnia zwykłego (Dehon – Wydawnictwo Księży Sercanów, Kraków, 2010; ISBN 978-83-7519-113-4)
- Nad Ewangelią dnia: okres zwykły od XXIV do XXXIV tygodnia zwykłego (Dehon – Wydawnictwo Księży Sercanów, Kraków, 2009; ISBN 978-83-7519-103-5)
- Nad Ewangelią dnia: Wielki Post, okres wielkanocny (Dehon – Wydawnictwo Księży Sercanów, Kraków, 2010; ISBN 978-83-7519-118-9)
- Nad Ewangelią dnia: okres zwykły od I do XI tygodnia zwykłego (Dehon – Wydawnictwo Księży Sercanów, Kraków, 2009; ISBN 978-83-7519-102-8)
- Nadzieja naszego zbawienia (Wydawnictwo Instytutu Teologicznego Księży Misjonarzy, Kraków, 2008; ISBN 978-83-7216-661-6)
- Nadzieja naszego zbawienia: drogi krzyżowe (Wydawnictwo Księży Sercanów Dehon, Kraków, 2017; ISBN 978-83-7519-407-4)
- Najważniejsze „tak”: (refleksje przy ślubie) (Wydawnictwo Księży Sercanów, Kraków, 2007; ISBN 978-83-7519-025-0)
- Na marginesie rekolekcji (Kongregacja Oratorium św. Filipa Neri, Gostyn, 2002)
- Nasłuchiwanie Boga (Wydawnictwo Instytutu Teologicznego Księży Misjonarzy, Kraków, 2015; ISBN 978-83-7869-147-1)
- Nasza Jasna Góra (Wydawnictwo Instytutu Teologicznego Księży Misjonarzy, Kraków, 2019; ISBN 978-83-7869-421-2)
- Nasz dom ojczysty Polska (Wydawnictwo Instytutu Teologicznego Księży Misjonarzy, Kraków, 2021; ISBN 978-83-7869-393-2)
- Nauczanie w krajobrazie (Wydawnictwo Księży Sercanów Dehon, Kraków, 2016; ISBN 978-83-7519-400-5)
- Nazwałem was przyjaciółmi... (Wydawnictwo Księży Sercanów, Kraków, 2007; ISBN 978-83-7519-022-9)
- Notatki przy czytaniu Ewangelii dnia (Instytut Teologiczny Księży Misjonarzy, Kraków, 1990)
- Notatki przy czytaniu Ewangelii dnia. T. 2, Okres Wielkiego Postu, Okres Wielkanocy (Instytut Teologiczny Księży Misjonarzy, Warszawa, 1990)
- Notatki przy czytaniu Ewangelii dnia. T. 3, Okres zwykły od 1 do 11 tygodnia zwykłego (Instytut Teologiczny Księży Misjonarzy, Warszawa, 1990)
- Notatki przy czytaniu ewangelii dnia. T. 4, Okres zwykły od 12 do 23 tygodnia zwykłego (Instytut Teologiczny Księży Misjonarzy, Warszawa, 1990)
- Notatki przy czytaniu Ewangelii dnia. T. 5, Okres zwykły od 24 do 34 tygodnia zwykłego (Instytut Teologiczny Księży Misjonarzy, Kraków, 1991; ISBN 83-86231-84-X)
- Notatki przy czytaniu Ewangelii dnia. T. 6, Czytania w Mszach o świętych (Instytut Teologiczny Księży Misjonarzy, Kraków, 1993; ISBN 83-86231-89-0)
- O dobroci (Wydawnictwo Księży Sercanów Dehon, Kraków, 2016; ISBN 978-83-7519-398-5)
- Ojcze, jeżeli to możliwe... (Wydawnictwo Instytutu Teologicznego Księży Misjonarzy, Kraków, 2013; ISBN 978-83-7869-024-5)
- „Oto Ja Służebnica Pańska” /Łk 1,38/: w 75 rocznicę Koronacji Cudownego Obrazu Matki Bożej Świętogórskiej (Kongregacja Oratorium św. Filipa Neri, Gostyń, 2003)
- Otwórzcie się na łaskę: na marginesie listu Ojca Świętego Jana Pawła II „Mane nobiscum Domine” na Rok Eucharystii (Wydawnictwo Księży Sercanów, Kraków, 2005; ISBN 83-89433-21-4)
- Pacierz prywatny (Wydawnictwo Księży Sercanów Dehon, Kraków, 2023; ISBN 978-83-7519-205-6)
- Pajęczynki leśne (Wydawnictwo Instytutu Teologicznego Księży Misjonarzy, Kraków, 2015; ISBN 978-83-7869-186-0)
- Panie, który bierzesz krzyż świata (Wydawnictwo Instytutu Teologicznego Księży Misjonarzy, Kraków, 2013; ISBN 978-83-7869-022-1)
- Pielgrzymowanie (Wydawnictwo Instytutu Teologicznego Księży Misjonarzy, Kraków, 2015; ISBN 978-83-7869-209-6)
- Powiedzmy sobie tak: będziemy razem: Bóg będzie z nami (Wydawnictwo Instytutu Teologicznego Księży Misjonarzy, Kraków, 2016; ISBN 978-83-7869-240-9)
- Powracanie (Wydawnictwo Księży Sercanów Dehon, Kraków, 2012; ISBN 978-83-7519-209-4)
- Pójdź za mną (Instytut Teologiczny Księży Misjonarzy, Kraków, 1993; ISBN 83-86231-73-4)
- Prywatna jesień (Wydawnictwo Instytutu Teologicznego Księży Misjonarzy, Kraków, 2011; ISBN 978-83-7216-917-4)
- Przedsionek modlitwy (Instytut Teologiczny Księży Misjonarzy, Kraków, 1992; ISBN 83-86231-68-8)
- Rekolekcje pisane dla siebie (Instytut Teologiczny Księży Misjonarzy, Kraków, 1993; ISBN 83-86231-63-7)
- Rozmawiali o domu (Wydawnictwo Księży Sercanów Dehon, Kraków, 2012; ISBN 978-83-7519-207-0)
- Różaniec jasnogórski (Wydawnictwo Księży Sercanów, Kraków, 2008; ISBN 978-83-7519-073-1)
- Różaniec pielgrzyma jasnogórskiego (Wydawnictwo Księży Sercanów, Kraków, 2020; ISBN 978-83-7869-448-9)
- Spotkanie w drodze (Kongregacja Oratorium św. Filipa Neri, Gostyn, 2002)
- Ślad wiary w kalendarzu (Wydawnictwo Instytutu Teologicznego Księży Misjonarzy, Kraków, 2009; ISBN 978-83-7216-798-9)
- Święta Bożego Narodzenia (Wydawnictwo Instytutu Teologicznego Księży Misjonarzy, Kraków, 2018; ISBN 978-83-7869-357-4)
- Tajemnica życia: zmartwychwstanie (Wydawnictwo Instytutu Teologicznego Księży Misjonarzy, Kraków, 2018; ISBN 978-83-7869-399-4)
- Tęsknota za domem (Wydaw. Sióstr Loretanek, Warszawa, 1998; ISBN 83-86851-50-3)
- Tragedia smoleńska (Wydawnictwo Instytutu Teologicznego Księży Misjonarzy, Kraków, 2016; ISBN 978-83-7869-253-9)
- Ty będziesz skałą (Wydawnictwo Instytutu Teologicznego Księży Misjonarzy, Kraków, 2011; ISBN 978-83-7216-919-8)
- Uzależnienie: trud i nadzieja (Dehon – Wydawnictwo Księży Sercanów, Kraków, 2016; ISBN 978-83-7519-399-2)
- W krzyżu zbawienie (Wydawnictwo Księży Sercanów, Kraków, 2008; ISBN 978-83-7519-043-4)
- Wszyscy bywamy pacjentami (Wydawnictwo Księży Sercanów Dehon, Kraków, 2018; ISBN 978-83-7869-356-7)
- Wszyscy jesteśmy pielgrzymami (Wydawnictwo Księży Sercanów Dehon, Kraków, 2012; ISBN 978-83-7519-206-3)
- Wypocznijcie nieco (Dehon – Wydawnictwo Księży Sercanów, Kraków, 2016; ISBN 978-83-7519-385-5)
- Zaproszenie do liturgii (Instytut Teologiczny Księży Misjonarzy, Kraków, 1992; ISBN 83-86231-43-2)
- Zaproszenie do modlitwy różańcowej (Instytut Teologiczny Księży Misjonarzy, Kraków, 1993)
- Zaproszenie do pokuty (Instytut Teologiczny Księży Misjonarzy, Warszawa, 1991; ISBN 83-86231-48-3)
- Zbawienie przyszło przez krzyż (Instytut Teologiczny Księży Misjonarzy, Kraków, 1992)
- Zdążyć przed zmierzchem (Wydawnictwo Księży Sercanów Dehon, Kraków, 2018; ISBN 978-83-7519-504-0)
- Ziarenka gorczycy (Instytut Teologiczny Księży Misjonarzy, Kraków, 1992; ISBN 83-86231-53-X)
- Z Maryją Matką Jezusową i naszą matką: droga krzyżowa w sanktuarium na Olczy (Wydawnictwo „Aga” Witold Kobus, Wrocław, 2011; ISBN 978-83-62444-28-1)
- Życie się zmienia (Wydawnictwo Księży Sercanów Dehon, Kraków, 2019; ISBN 978-83-7519-503-3)
- Życie w Bogu (Instytut Teologiczny Księży Misjonarzy, Kraków, 1995; ISBN 83-86768-80-0)